# Aditya Chopra
Aditya Chopra (Bombay, 21 maggio 1971) è un regista, sceneggiatore e produttore cinematografico indiano.
Appartiene ad una delle famiglie più influenti di Bollywood: è il figlio più grande del regista Yash Chopra.
Nonostante la sua giovane età ha alle spalle già numerosi film, in varie vesti.

## Filmografia
Produttore:
- Hadippa (2009)
- New York (2009)
- Un incontro voluto dal cielo (Rab Ne Bana Di Jodi) (2008)
- Roadside Romeo (2008)
- Bachna Ae Haseeno (2008)
- Thoda Pyaar Thoda Magic (2008)
- Tashan (2008)
- Aaja Nachle (2007)
- Laaga Chunari Mein Daag (2007)
- Chak De! India (2007)
- Jhoom Barabar Jhoom (2007)
- Ta Ra Rum Pum (2007)
- Kabul Express (2006)
- Dhoom 2 (2006)
- Fanaa (2006)
- Neal 'n' Nikki (2005)
- Salaam Namaste (2005)
- Bunty Aur Babli (2005)
- Veer-Zaara (2004)
- Dhoom (2004)
- Hum Tum (2004)
- Mujhse Dosti Karoge! (2002)
- Mere Yaar Ki Shaadi Hai (2002)
- Dil To Pagal Hai (1997)

Sceneggiatore:
- New York (2009)
- Rab Ne Bana Di Jodi (2008)
- Dhoom 2 (2006)
- Bunty Aur Babli (2005)
- Veer-Zaara (2004)
- Mujhse Dosti Karoge! (2002)
- Mohabbatein (2000)
- Dil To Pagal Hai (1997)
- Dilwale Dulhania Le Jayenge (1995)
- Parampara (1992)

Regista:
- Rab Ne Bana Di Jodi (2008)
- Mohabbatein (2000)
- Dilwale Dulhania Le Jayenge (1995)